# Compsobata silvicola
Compsobata silvicola är en tvåvingeart som beskrevs av Ozerov 1987. Compsobata silvicola ingår i släktet Compsobata och familjen skridflugor. Inga underarter finns listade i Catalogue of Life.